# 문응조
문응조(文應祖, 1949년 10월 21일 - )는 조선민주주의인민공화국의 정치인이다. 내각 수매양정상이다. 최고인민회의 제12기 대의원이다.

## 경력
1949년에 태어났다. 1997년 1월 남포시 농촌경리위원회 위원장을 거쳐 2004년 12월 농업성 부상을 맡았다. 2006년 3월 국가비상방역위원회 부위원장에 임명되었으며, 2008년부터 내각 수매양정상으로 재임 중이다.

## 최고인민회의 대의원
1998년 7월 최고인민회의 제10기 대의원으로 선출되었고, 이후 제11기(2003년) 대의원을 지냈으며, 2009년 4월부터 제12기 대의원으로 있다.